# Lancia Ro-Ro
Lancia Ro-Ro es un camión de carga fabricado por la marca italiana Lancia Veicoli Industriali para uso industrial y militar. Fue lanzado al mercado en 1935 como una versión mejorada del Lancia Ro y se comercializó hasta 1939.

## Características principales
Contaba con un motor de tres cilindro diésel de dos tiempos, de origen Junkers (empresa alemana adquirida por Lancia), con dos pistones de oposición por cilindro (Bóxer) y con una cilindrada de 4771 cm³, capaz de generar una potencia máxima de 95 hp. El camión fue producido desde el año 1935 hasta 1939 tanto en variantes militares como civiles para un total de 300 unidades.